# Agostino degli Espinosa
Agostino degli Espinosa (Civitavecchia, 8 aprile 1904 – Roma, 9 dicembre 1952) è stato un saggista e romanziere italiano.

## Biografia
Figlio dell'ufficiale di carriera Francesco degli Espinosa, possidente terriero in Abruzzo, e di Maria Quintilia Bonetti, appartenente a una famiglia di origine genovese dedita alla carriera militare, visse fino all'adolescenza a Firenze, dove ebbe un'istruzione religiosa presso i Gesuiti e compì gli studi classici. Divenuto ateo, fu attratto dalle idee socialiste fino a quando - in seguito all'interesse per la dottrina corporativa, a cui restò sempre idealmente legato - si iscrisse al Partito Nazionale Fascista (1928). 
 
Temperamento eclettico, studiò Ingegneria Civile, e poi Scienze Politiche a Roma. Nel 1932 superò l'esame di abilitazione alla libera docenza in Economia politica e nel 1933 si sposò con la traduttrice Franca Morin, figlia di un banchiere ligure, da cui ebbe tre figli.
Fu a capo dell'ufficio studi dell'Istituto nazionale per l'esportazione (1932-1933), consulente tecnico delle Assicurazioni d'Italia e vice-capo dell'Ufficio studi della Confederazione fascista degli industriali fino al 1943. Tramontata l'ipotesi di un vantaggioso riscatto della classe lavoratrice attraverso le guerre imperialistiche fasciste, maturò un orientamento liberale, pur mantenendo una fede monarchica.
Dopo l'8 settembre 1943 decise di raggiungere il Governo di Pietro Badoglio a Brindisi, presso cui svolse la funzione di addetto all'Ufficio Stampa. Tornò a Roma dopo la liberazione della città (4 giugno 1944). Fu consulente tecnico della Confederazione degli Industriali fino all'aprile 1948, anno in cui, dopo un travaglio intellettuale personale, decise alfine di aderire al Partito comunista.
Svolse sempre attività di scrittore e giornalista su vari quotidiani e riviste. Collaborò con Il Tempo (1946), Il Globo (1947), Il Secolo XX, Risorgimento liberale, Vie Nuove, Paese-Sera, Nuovo Corriere e Milano Sera. Dal gennaio 1948 affiancò l'amica Alba De Cèspedes per il rilancio della rivista Mercurio. Fu redattore capo della rivista "Economia" e docente straordinario presso l'Università di Roma. Collaborò con la "Rivista del Cinema Italiano" diretta da Luigi Chiarini.
Continuò l'attività di scrittore e giornalista fino a quando, consumato da un lungo periodo di depressione dovuta alle gravi condizioni di salute, si suicidò con un colpo di pistola.

## Opere
- Agostino degli Espinosa, Il regno del Sud (dal 10 settembre 1943 al 5 giugno 1944), Roma, Migliaresi, 1946. Ristampato da Rizzoli nel 1995[2]
- Agostino degli Espinosa, L'assente, Roma, Faro, 1946.[3]
- Agostino degli Espinosa, Ognuno con la sua miseria, collana La medusa degli Italiani 51, Milano, Arnoldo Mondadori, 1950.[4] Finalista al Premio Viareggio.[5]
- Agostino degli Espinosa, Note sul neo-realismo, in Rivista del cinema italiano, n. 1-2, gennaio/febbraio 1953, Milano, Fratelli Bocca.